# Bassin du Tarim

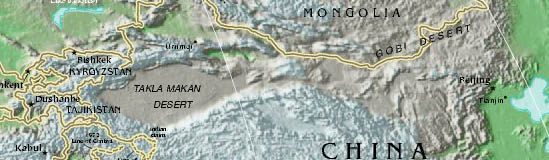
Carte de l'ouest chinois. Le bassin du Tarim est principalement occupé par le désert du Taklamakan

Le bassin du Tarim est le plus grand bassin fluvial endoréique au monde (les données varient donnant une superficie de 500 000 km2,  557 000 km2 à 1 157 800 km2),,.
Entouré par plusieurs chaînes de montagnes, le Tian Shan au nord, la chaîne des Pamirs à l'ouest et les Kunlun au sud, il correspond à la moitié sud de l'actuelle région autonome du Xinjiang (appelé aussi Turkestan oriental) dans la partie la plus occidentale de la Chine.
Une grande partie du bassin est occupé par le désert du Taklamakan. Le secteur est habité par des Hans, des Mongols, des Ouïghours, des Huis et d'autres populations d'Asie centrale. 

## Histoire
Le peuplement du bassin est attesté au IIe millénaire av. J.-C. : la culture xahoe l'occupe alors. Elle est notamment connue par le complexe funéraire de Xiaohe, comportant environ 300 tombes en forme de barque surmontées par un mât. Une trentaine de momies naturellement desséchées y ont été découvertes depuis les années 1990. Une étude de 2021 révèle que les Xahoe formaient un groupe génétiquement isolé, dont les ancêtres auraient occupé la région du lac Baïkal il y a 9 000 ans. L’étude confirme que leur économie était fondée sur l’élevage et la culture du millet. Cette population locale génétiquement isolée a adopté des pratiques pastorales et agricoles voisines, ce qui lui a permis de s'installer et de prospérer le long des oasis fluviales mouvantes du désert du Taklamakan. Les résultats de l'étude ne corroborent pas les hypothèses antérieures sur l'origine des momies Tarim, qui étaient supposées être celles de pasteurs de langue proto-tokharienne descendants de populations de la culture d'Afanasievo,.
Au Ier millénaire av. J.-C., le bassin du Tarim est habité par des peuples parlant des langues indo-européennes à Kachgar, Yarkand, Hotan, Aksou, il s'agit de langues iraniennes ; plus à l'est, à Kucha et à Karachahr, on parle les langues tokhariennes. Elles sont alors les plus orientales des langues indo-européennes. Le bassin du Tarim n'a pas d'unité politique : chaque oasis forme un État indépendant.
Les Chinois appellent dans leurs chroniques Yuezhi (EFEO : üé-tze) un peuple de l'Asie centrale antique habitant à l'ouest du Gansu, et qui, vaincu par les Xiongnu au IIe siècle av. J.-C., émigre en grande partie vers l'ouest et constitue, plus tard, l'Empire kouchan en Bactriane et en Inde du Nord. Certains d'entre eux fondent le royaume d'Agni, dans la région de l'actuelle ville de Karachahr, au nord du bassin du Tarim.
En -138, Zhang Qian est envoyé par l'empereur de Chine Han Wudi chez les Yuezhi. Il rapporte en Chine des renseignements détaillés sur l'Asie centrale, qui permettent aux Chinois de s'emparer du Gansu, puis du bassin du Tarim en -60. Les royaumes locaux deviennent alors des protectorats chinois. Au début du Ier siècle apr. J.-C., les Chinois ne sont plus en mesure de contrôler la région.
Les Chinois, conduits par le général Ban Chao (Pan Tch'ao, 32-102), mènent une campagne de 73 à 94, période où se développent les échanges sur la route de la soie, et s'emparent du bassin de Tarim et des oasis de Sérinde au détriment des Xiongnu.
Les Kouchans, devenus puissants, s'introduisent dans le bassin de Tarim aux Ier et IIe siècles et établissent un royaume à Kachgar. Ils concurrencent les forces chinoises et les nomades pour le contrôle de la région. Ils introduisent l'écriture brahmi et une langue prâkrit indienne pour l'administration, et répandent le bouddhisme, jouant un rôle majeur dans sa transmission le long de la route de la soie en Asie orientale.
Au IVe siècle, les invasions forcent les Chinois à quitter le bassin du Tarim. Une civilisation originale s'y développe alors, mêlant les influences iraniennes et indiennes. Le bouddhisme est la religion majoritaire, mais le manichéisme et le nestorianisme sont également présents. Dans la deuxième moitié du VIe siècle, les Tujue occidentaux s'emparent du bassin.
Sous Tang Taizong (626-649), les Tang reconquièrent la région et établissent les Quatre Garnisons. Le bassin du Tarim passe sous administration militaire.
À partir de 670, les Tibétains, sous la politique expansionniste de l'empire du Tibet tentent de s'emparer de la région, mais ils sont battus par les Chinois en 692. En 751, les Arabes défont les Chinois sur les rives de la rivière Talas. Les Chinois reculent alors progressivement et ce sont les Tibétains qui prennent l'avantage : ils dominent le Tarim jusqu'à l'effondrement de leur empire (années 840).
Après la fin du Khanat ouïghour (840), certains Ouïghours s'établissent dans le nord du bassin du Tarim où ils fondent un royaume ayant pour capitale Khotcho. Les autochtones abandonnent alors leur langue tokharienne et adoptent la langue des conquérants (le vieux-turc). Les Ouïghours adoptent quant à eux une écriture locale. La culture de ce royaume influence les Mongols. Dans l'ouest du bassin du Tarim émergent à partir du milieu du Xe siècle, les Qarakhanides, qui se convertissent bientôt à l'islam. Ils attaquent le royaume de Khotcho, mais ne parviennent pas à s'en emparer. Les Kara-Khitans battent en 1141 les Qarakhanides et intègrent le bassin du Tarim à leur empire. Les Kara-Khitans sont bouddhistes et influencés par la culture chinoise. Ils mènent une politique de tolérance religieuse.
Peu après 1206, le royaume de Khotcho se rallie à Gengis Khan. En 1211, à la suite d'une usurpation, les chefs locaux de l'empire des Kara-Khitans font appel à Gengis Khan. En 1218, les Mongols s'emparent de la région et sont accueillis en libérateurs. Les populations sédentaires du bassin du Tarim passent alors sous la suzeraineté du khanat de Djaghataï en 1227. Elles s'islamisent progressivement et adoptent une langue turque, le tchaghataï, ancêtre de l'ouzbek et de l'ouïghour (qui n'est donc pas issu directement de la langue des Ouïghours historiques, le vieux-turc). Les échanges commerciaux déclinent à cette époque.
Dans les années 1670, les Dzoungars prennent le bassin du Tarim. Dans les années 1750, les Qing s'emparent de la région. Ils donnent le nom de Xinjiang à l'ensemble formé par le bassin du Tarim, la Dzoungarie et les Tian Shan.
Au XIXe siècle, Yakub Beg se proclame émir d'un État musulman ayant Kachgar pour capitale. En 1877, les Chinois reprennent le contrôle de la région et le Xinjiang devient une simple province de l'empire (auparavant il s'agissait d'une possession des Qing, bénéficiant d'une certaine autonomie). La Russie joue un rôle croissant dans la région. Elle possède une mission à Kachgar.
Entre la révolution chinoise de 1911 et la proclamation de la république populaire de Chine de 1949, le Xinjiang est gouverné par des gouverneurs qui bénéficient d'une très large autonomie. Dans les années 1920, les intellectuels des populations sédentaires du bassin du Tarim adoptent le nom d'Ouïghours pour se désigner. Les communistes favorisent ensuite l'immigration des Han et des Hui. Des fermes de défrichement sont créées par le corps de production et de construction de l'armée à la lisière du désert. En 1955 est établie la Région autonome ouïghoure du Xinjiang.
La dépression marécageuse saline de Lop Nor, à l'extrémité est du bassin de Tarim, où se déverse le fleuve Tarim est une zone d'essai nucléaire pour la république populaire de Chine.

## Ressources naturelles
Le bassin de Tarim contient des réserves significatives de pétrole et de gaz naturel. Sa géologie pétrolière est relativement complexe, avec des roches sources de trois époques distinctes : Ordovicien, Carbonifère, Jurassique.
La production de pétrole dans la région est maintenant une des plus importantes de Chine. Des géologues chinois et australiens ont démontré que la formation géologique dénommée Tazhong contenait dans le passé géologique un énorme gisement de pétrole qui,, à la suite de mouvements tectoniques, a perdu son étanchéité. Des relevés des traces restantes de pétrole leur ont permis de délimiter précisément l'ancien gisement, et d'arriver à une estimation de taille d'environ 15 milliards de tonnes (soit 100 milliards de barils), ce qui l'aurait classé parmi les plus gros gisements de pétrole du monde.

## Population humaine
Le désert du Taklamakan est bordé au nord et au sud par une série de villes-oasis qui constituaient les branches nord et sud de la route de la soie entre les chaînes de montagnes environnantes et le corridor du Hexi (corridor du Gansu) à l'est.
Depuis le IXe siècle, la population est constituée d'Ouïghours turcophones. Depuis quelques dizaines d'années, la région connait une forte immigration de Chinois Han.